# وندرش آمده
وندرش آمده (به لاتین: Vendreshë e Madhe) یک منطقهٔ مسکونی در آلبانی است که در استان اسکراپار واقع شده‌است.